# Майк Ройко
Майк Ройко (англ. Michael "Mike" Royko; 19 вересня 1932, Чикаго — 29 квітня 1997, Чикаго, США) — американський журналіст, публіцист. Лауреат престижної Пулітцерівської премії 1972 року.

## Біографія
Працював у популярних газетних виданнях США (писав 1000 слів на день п'ять разів на тиждень). З 800 статей, написаних упродовж життя Майком Ройком, 500 передруковувалися найтиражнішими газетами США.
Крім Пулітцерівської, 1981 року удостоєний премії Х. Л. Менкена, 1982 — премія Ерні Пайла. Газета «Вашингтон Джорнал» назвала Майка Ройка «найкращим журналістом Америки». Престижні премії 1987, 1988, 1990 років.
1990 року Майк Ройко одержав нагороду «За надзвичайні досягнення в житті» від національного Прес-клубу. 1984 року виступив проти газетного магната Р.Мердока: «Його ціль — не якісна журналістика, а лише політична влада».
Батько Майка Ройка походить з Долини Івано-Франківської області.